# Hazas (Soba)
Hazas es una localidad española del municipio de Soba, perteneciente a la comunidad autónoma de Cantabria.

## Geografía
La localidad está situada a 518 m s. n. m. y a una distancia de 2,7 kilómetros de la capital municipal, Veguilla.

## Historia
Hacia mediados del siglo XIX, el lugar, ya por entonces perteneciente a Soba, tenía contabilizadas treinta casas. Aparece descrito en el noveno volumen del Diccionario geográfico-estadístico-histórico de España y sus posesiones de Ultramar de Pascual Madoz con las siguientes palabras:

HAZAS DE SOBA: l. en la prov. y dióc. de Santander, part. jud. de Ramales, aud. terr. y c. g. de Burgos, ayunt. del valle de Soba. sit. en terreno desigual á la falda de una sierra; su clima es bastante sano. Tiene 30 casas; una ermita en donde se celebra misa por uno de los curas de la igl. matriz que lo es San Martin, y buenas aguas potables. Confina N. el indicado San Martin; E. Veguilla; S. Villaverde, y O. venta de la Calera. El terreno es de buena calidad, y le fertilizan algun tanto las aguas del r Gándara, que pasa lamiendo el térm. entre S. y O.: Los montes estan cubiertos de roble y mata baja. caminos: los de pueblo á pueblo. prod.: trigo, maiz, alubias, castañas y buenas yerbas de pasto; cria ganado vacuno, lanar y cabrio; caza de varias aves, y alguna pesca. ind.: 2 molinos harineros. pobl. y contr. (V. el art. de ayunt.).
(Madoz, 1847, p. 159)

En 2023, la entidad singular tenía empadronados 56 habitantes y el núcleo de población, los mismos.